# Michelle Malkin
Michelle Malkin est une commentatrice politique et blogueuse conservatrice américaine.
Elle est la fondatrice des sites Internet Hot Air et Twitchy (en). Malkin est également connue pour son opposition à l'immigration et son soutien à des figures de l'extrême droite.

## Biographie
Michelle Malkin est la fille d'immigrés philippins.
En 2006, Michelle Malkin lance le blog Hot Air, qui devient l'un des plus grands sites web conservateurs, avec Ed Morrissey et Allahpundit comme principaux blogueurs.
Michelle Malkin vend en 2010 son blog à Salem Communications (en), un diffuseur radio qui possède également Townhall.com et plusieurs émissions de radio conservatrices.
En 2012, elle lance le site Internet Twitchy (en), un agrégateur de contenu publié sur Twitter. Elle le vend à Salem Communications fin 2013, mais reste impliquée dans la promotion de la plateforme par la suite.
En 2014, Michelle Malkin s'engage activement dans les primaires républicaines, soutenant des candidats conservateurs comme Katrina Pierson (en). Utilisant Twitter comme principal outil, elle mobilise ses nombreux abonnés pour influencer les courses électorales.
En 2019, elle participe à la Conservative Political Action Conference (CPAC).
En mars 2020, elle participe à l'America First Political Action Conference (AFPAC), un événement organisé par le militant d'extrême droite antisémite Nick Fuentes. Sa participation à cet événement suscite des critiques parmi les conservateurs.
En mai 2020, le président Donald Trump exprime son soutien à Michelle Malkin, pour une vidéo dans laquelle elle dénonce un prétendu « contrôle total » des réseaux sociaux par la « gauche radicale ». Il affirme que son administration travaillerait à « remédier à cette situation illégale ».
En août 2020, Michelle Malkin, aux côtés de Patrick Neville, chef de la minorité républicaine du Colorado, intente une action en justice contre le gouverneur Jared Polis et d'autres agences gouvernementales. Ils contestent les mesures de lutte contre la pandémie de Covid-19, notamment le mandat de port du masque, en affirmant que celles-ci seraient inconstitutionnelles et usurperaient le pouvoir législatif. Malkin dénonce le mandat de port du masque comme étant basé sur une « science défaillante » et critique les ordres exécutifs émis par le gouverneur comme une violation des droits civils fondamentaux,. Cependant, la Cour suprême du Colorado refuse d'examiner leur dossier.

## Positionnement

### Positionnement général
Michelle Malkin est conservatrice,,. HuffPost la positionne à l'extrême droite.

### Sur l'immigration
Dans le cadre du débat sur le statut DACA, Michelle Malkin exprime son opposition aux protections légales pour les enfants d'étrangers en situation irrégulière, affirmant qu'en raison de la situation irrégulière de leurs parents, ils ne méritent rien des États-Unis, même s'ils y sont nés. Elle soutient que la citoyenneté est un privilège, non un droit, et critique l'attitude des bénéficiaires du DACA qu'elle perçoit comme se sentant « en droit » de rester aux États-Unis malgré la loi.
En 2019, lors de la CPAC, Michelle Malkin affirme que les niveaux actuels de l'immigration aux États-Unis constituent une « invasion » qui met en danger le bien-être du pays.

### Sur l'antisémitisme
En 2020, lors de l'AFPAC, elle estime que le terme « antisémite » « est devenu un terme inutile et vide de sens ». Elle affirme également que critiquer George Soros ou remettre en question le nombre de victimes de la Shoah serait qualifié à tort d'antisémitisme.

## Rapports avec l'extrême droite
Lors de la CPAC de 2019, elle exprime son soutien à des figures d'extrême droite telles que Gavin McInnes et Laura Loomer et au groupe anti-immigration Center for Immigration Studies. Elle utilise le slogan suprémaciste blanc « la diversité n'est pas notre force » lors de son discours. Elle suscite également des éloges de la part du suprémaciste blanc Peter Brimelow lors de cette édition de la CPAC.
En novembre 2019, Michelle Malkin est exclue du programme de conférences de la Young America’s Foundation en raison de son soutien à l'antisémite, négationniste de la Shoah et nationaliste blanc Nick Fuentes,.

## Polémiques
En 2011, Michelle Malkin accuse la Maison-Blanche d'avoir orchestré le slogan et la mise en scène du service commémoratif de la fusillade de Tucson « Together We Thrive ». Cependant, l'université de l'Arizona affirme que l'organisation de l'événement, y compris le slogan et les t-shirts distribués, est entièrement de son initiative, sans implication de la Maison-Blanche. Les accusations de Malkin sont jugées infondées par Politifact, en l'absence de preuve de la participation de la Maison-Blanche.
Lors de la CPAC de 2019, Michelle Malkin critique le manque de législation stricte sur l'immigration, en blâmant à la fois les démocrates et les républicains, y compris « le fantôme de John McCain ». Ses remarques suscitent la réaction de Cindy McCain, la veuve de John McCain, qui riposte en déclarant que Malkin ne connaissait pas son mari. La fille de John McCain, Meghan, exprime également son indignation, accusant Malkin d'utiliser la mémoire de son père à des fins de propagande politique.